# Ла-Весп'єр
Ла-Весп'є́р (фр. La Vespière) — колишній муніципалітет у Франції, у регіоні Нормандія, департамент Кальвадос. Населення — 989 осіб (2011).
Муніципалітет був розташований на відстані близько 145 км на захід від Парижа, 60 км на схід від Кана.

## Історія
До 2015 року муніципалітет перебував у складі регіону Нижня Нормандія. Від 1 січня 2016 року належав до нового об'єднаного регіону Нормандія.
1 січня 2016 року Ла-Весп'єр і Фріардель було об'єднано в новий муніципалітет Ла-Весп'єр-Фріардель.

## Демографія
Динаміка населення (INSEE ):
Розподіл населення за віком та статтю (2006):
| Стать | Всього | До 15 років | 15-24 | 25-44 | 45-64 | 65-85 | Понад 85 |
| --- | ------ | ----------- | ----- | ----- | ----- | ----- | -------- |
| Чоловіки | 452    | 76          | 72    | 116   | 132   | 56    | 0        |
| Жінки | 480    | 80          | 76    | 128   | 120   | 76    | 0        |
| \| Статево-вікова піраміда \| Статево-вікова піраміда \| Статево-вікова піраміда \| \| ----------------------- \| ----------------------- \| ----------------------- \| \| Чоловіки \| Вік \| Жінки \| \| 0 \| 85 + \| 0 \| \| 4 \| 80-84 \| 20 \| \| 12 \| 75-79 \| 12 \| \| 32 \| 70-74 \| 24 \| \| 8 \| 65-69 \| 20 \| \| 32 \| 60-64 \| 8 \| \| 36 \| 55-59 \| 60 \| \| 32 \| 50-54 \| 28 \| \| 32 \| 45-49 \| 24 \| \| 36 \| 40-44 \| 40 \| \| 48 \| 35-39 \| 64 \| \| 24 \| 30-34 \| 12 \| \| 8 \| 25-29 \| 12 \| \| 16 \| 20-24 \| 24 \| \| 56 \| 15-20 \| 52 \| \| 16 \| 10-14 \| 40 \| \| 32 \| 5-9 \| 12 \| \| 28 \| 0-4 \| 28 \| |        |             |       |       |       |       |          |
| Статево-вікова піраміда |        |             |       |       |       |       |          |
| Чоловіки | Вік    | Жінки       |       |       |       |       |          |
| 0 | 85 +   | 0           |       |       |       |       |          |
| 4 | 80-84  | 20          |       |       |       |       |          |
| 12 | 75-79  | 12          |       |       |       |       |          |
| 32 | 70-74  | 24          |       |       |       |       |          |
| 8 | 65-69  | 20          |       |       |       |       |          |
| 32 | 60-64  | 8           |       |       |       |       |          |
| 36 | 55-59  | 60          |       |       |       |       |          |
| 32 | 50-54  | 28          |       |       |       |       |          |
| 32 | 45-49  | 24          |       |       |       |       |          |
| 36 | 40-44  | 40          |       |       |       |       |          |
| 48 | 35-39  | 64          |       |       |       |       |          |
| 24 | 30-34  | 12          |       |       |       |       |          |
| 8 | 25-29  | 12          |       |       |       |       |          |
| 16 | 20-24  | 24          |       |       |       |       |          |
| 56 | 15-20  | 52          |       |       |       |       |          |
| 16 | 10-14  | 40          |       |       |       |       |          |
| 32 | 5-9    | 12          |       |       |       |       |          |
| 28 | 0-4    | 28          |       |       |       |       |          |

## Економіка
2010 року серед 607 осіб працездатного віку (15—64 років) 417 були активними, 190 — неактивними (показник активності 68,7%, у 1999 році було 69,9%). З 417 активних мешканців працювало 360 осіб (197 чоловіків та 163 жінки), безробітними було 57 (27 чоловіків та 30 жінок). Серед 190 неактивних 48 осіб було учнями чи студентами, 75 — пенсіонерами, 67 були неактивними з інших причин.

У 2010 році в муніципалітеті числилось 390 оподаткованих домогосподарств, у яких проживали 976,0 особи, медіана доходів виносила 15 104 євро на одного особоспоживача